# Hooters Tour
De Hooters Tour is een serie golftoernooien voor heren professionals in de Verenigde Staten.
De NGA Professional Golf Tour werd in 1988 door T.C. Jordan opgericht om jonge professionals de kans te geven regelmatig toernooien te spelen. In 1994 werd restaurantketen Hooters de naamsponsor en in 1995 werd met hen een contract voor twintig jaar getekend. Jordan heeft de Tour verkocht aan de eigenaar van Hooters, Robert H. Brooks, die in 2006 overleed. De erven zijn nu eigenaar.
Op de agenda staan tegenwoordig achttien 72-holestoernooien die ook in andere staten plaatsvinden. 
's Winters is er een aparte tour. Zowel in Florida als in North & South Carolina staan twaalf toernooien op de agenda. 
De Tour is vergelijkbaar met de EPD Tour in Duitsland. Na de EPD Tour ga je naar de Europese Challenge Tour, na de Hooters Tour ga je naar de Nationwide Tour. Het niveau in Amerika is echter aanzienlijk hoger en spelers op de Hooters Tour verdienen meer dan op de EPD Tour. De organisatie is zeer professioneel, met een Pro-Am vooraf, en gratis water op de tee net als bij de Europese Tour. De toernooien worden door de televisie uitgezonden.
Beroemde Amerikaanse spelers zoals Chad Campbell, Stewart Cink, Zach Johnson en Tom Lehman begonnen op de Hooters Tour. Ook Nederlanders spelen regelmatig op de Hooters Tour. In het verleden waren dat Chris van der Velde, Rolf Muntz (2006) en nu Reinier Saxton. Hij heeft weinig kans de top 5 op de EPD Tour te halen en te promoveren naar de Challenge Tour, dus hij is naar Florida vertrokken om zich daar voor te bereiden om de Tourschool van de Amerikaanse PGA Tour te spelen. 

## Kwalificatie
Op maandag kunnen spelers zich kwalificeren voor het toernooi van die week. Afhankelijk van het aantal deelnemers worden maximaal tien plaatsen ter beschikking besteld. Als een speler op deze manier een plaats in het toernooi krijgt en dan in de top 20 eindigt, hoeft hij zich niet voor het volgende toernooi te kwalificeren. Als hij het toernooi wint, mag hij de rest van het seizoen meedoen.
Aan het toernooi doen 168 spelers mee, waarvan 60 spelers plus gelijkspelers zich kwalificeren voor het weekend.

## Sponsor
Hooters is niet alleen sponsor van de Hooters Tour maar ook van John Daly.

## Voormalige spelers
Onder de voormalige winnaars zijn spelers die beroemd zijn geworden. Ze hebben meerdere majors gewonnen.
- winnaars US PGA Championship: Keegan Bradley (2011) en Shaun Micheel (2003), John Daly (1991), David Toms (2001)
- winnaars US Open:  Lucas Glover (2009), Lee Janzen (1993, 1998)
- winnaars British Open: Stewart Cink (2009), Ben Curtis (2003), John Daly (1995), Tom Lehman (1996)
- winnaar van de Masters: Zach Johnson (2007)
- winnaar FedEx Cup winnaar en PGA Tour Player of the Year Jim Furyk (2010)
- winnaar The Players Championship: Craig Perks (2002)
- PGA Tour winnaars zoals Gary Woodland, Scott Stallings, Vaughn Taylor, Mark Wilson, Bubba Watson, Camilo Villegas, Will MacKenzie, Chad Campbell
- Champions Tour spelers zoals Tom McKnight en Walter Hall